# Csíksomlyói gótikus templom
A Csíksomlyói gótikus templom építése szorosan összefügg a ferencesek Csíkban való letelepedésével.

## Története
A XV. század közepén a kicsinek bizonyult, roskadozó templom helyére a ferences atyák egy új templom építésébe kezdtek. 1442–1448 között fölépítettek egy gótikus stílusban tervezett templomot, a hagyomány szerint Hunyadi János anyagi támogatásával. A kormányzó Isten kegyelméből az 1442-es marosszentimrei csatában aratott győzelemért, hálából nyújtott segítséget az építkezéshez.
Orbán Balázs A Székelyföld leírása című könyvében így ír az eseményről:
“...nagy Hunyadi János a szent imrei győzelem után 1442-ben azért, hogy az e csatában magokat kitüntetett csíkiakot megjutalmazza, hogy a kereszténség ezen fényes győzelmének a székelyek közt is emléke maradjon, 32 családapát minden adó alól örökre kivévén, azokat confratres név alatt a somlyói kolostor segélyezésére rendelte, hogy a szerzeteseket ezen terméketlen hegyes vidéken mindenben segítsék, sőt ezen kolostor a nemzeti fejedelmek alatt is nagy kedvezményekben részesült, s a dézmából nagy járulékot kapott.”
A ferencesek a templomépítés ügyében kéréssel fordultak a szentszékhez. IV. Jenő pápa az 1444. január 27-én kelt körlevelében szólította fel a híveket, hogy segítsenek a templomépítésben. Viszonzásul az elvégzett munkáért és adakozásért búcsút engedélyezett, mert „a híveknek nagy sokasága szokott összejönni ájtatosságnak okából, és gyakorta nem szűnik odagyűlni.”
Losteiner Leonárd ferences szerzetes, a rend krónikása kéziratos munkájában az új gótikus templom pontos leírását adja. A csúcsíves, díszes templom 14 öl hosszú és 5 öl széles volt. Azt is megemlíti, hogy még ő is látta a templom nyugati külső falán azt a freskót, mely Krisztus kereszthalálát a Fájdalmas Anyával és Szent Ferenccel ábrázolta és alatta gótikus betűkkel a felirat: „A mi Urunk Jézus Krisztus tiszteletére: 1448.”
A ferencesek az önálló élet megkezdése után 1647-ben, nagyobb belső átalakítást és javítást végeztek a templomon. Ferenczi György püspöki helytartó támogatásával kórust építettek, ahol az éjjeli zsolozsmákat tartották. A templom padjait, székeit és a mennyezet egy részét is elkészítették, ugyancsak ebből az adományból két tornácot is építettek.
Damokos Kázmér házfőnök is folytatta a templom belső építését. 1649-ben Szepesből egy nagyon szép négyszekrényes tabernákulumot hozatott, ugyanakkor aranyozott főoltárt készíttetett Szent Antal tiszteletére.
Kájoni János ferences szerzetes 1659-ben megvásárolta az eperjesi orgonakészítőtől a prázsmári szászok számára készített orgonát.
Az 1661-es tatárbetörés leírása alapján, az 1510–1515 között készült Mária kegyszobor, a gótikus templom szárnyas oltárának része volt. A hagyomány szerint a tatárok vezére lándzsával akarta ledönteni a szobrot, de a karja megbénult.
1664-ben Damokos Kázmér fejedelmi engedéllyel országos gyűjtést szervezett. Az így szerzett adományokból a brassói Nyerges Ferenc szobrásszal elkészítette a Szent Katalin és Szent Borbála szobrát és helyreállíttatta a Szent Antal és Szent Gábor oltárát. A tornyot Béldi Anna anyagi támogatásával építették újjá és haranggal is ellátták.
P. Boros Fortunát Csíksomlyó, a kegyhely című könyvében arra is utal, hogy Kájoni János házfőnöksége alatt 1680-1682 között a templomhoz mellékkápolnákat is építettek.
A szép gótikus templomot és kolostort a török-tatár betörések többször megrongálták. Az ősi épületeket erős kőfallal vették körül, ide menekültek a környékről a hívek a 17. században oly gyakori keleti betörések elől. Az 1661-es nagy erővel támadó török-tatár támadásnak már nem tudtak ellenállni. A pogányok a kolostort és templomot is felgyújtották, sok embert megöltek és nagyon sokat rabságba ejtettek. Négy ferences atya is áldozatul esett, négyet meg elhurcoltak. Az 1694-es utolsó tatárbetörést P. Nizet Ferenc szerzetes, tanár vezetésével a somlyói diákok és a környék lakossága visszaverte.
A tatárokkal vívott ütközetek emlékét őrzi a hosszúaszói Xantus-kápolna és a Csíkszentlélek határában lévő Véres-kép.
A templom javításokkal, átalakításokkal, bővítésekkel a 19. század elejéig állt. Mivel befogadóképessége kicsinek bizonyult, ezért 1802-ben lebontották és 1804-ben hozzáfogtak a barokk templom építéséhez.
A gótikus templom emlékét egy ajtókeret és egy pinceablak őrzi, ezek az értékes maradványok a kolostorban láthatók. Ugyancsak ott tekinthető meg a Losteiner Leonárd 1786-1789 között írt kézirata alapján készült rekonstruált rajz a díszes gótikus templomról.

## Védőszentje
A felépített templomot Sarlós Boldogasszony tiszteletére szentelték fel 1448-ban.
Sarlós Boldogasszony napja július 2., ma is a Csíksomlyói Kegytemplom nagy ünnepe, búcsús napja.

## Külső hivatkozás
- https://web.archive.org/web/20090524210232/http://csiksomlyo.ro/gotikus-templom